# Victoria bastion
Victoria bastion er en estisk bastion i Narva bygget i perioden 1683–1704. 
Bastionen blev ødelagt under Den Store Nordiske Krig i 1704, men blev genopbygget efter krigen.
Victoria bastion huser den største flagermus-koloni i Narva.